# Blackallia nudiflora
Blackallia nudiflora là một loài thực vật có hoa trong họ Táo.

## Blackallia
Năm 1942, Charles Austin Gardner mô tả chi Blackallia với 2 loài là Blackallia biloba và Blackallia connata; trong đó B. biloba là mô tả mới còn B. connata nguyên được chính Gardner mô tả trong chi Cryptandra với danh pháp C. connata năm 1928.
Gardner không chỉ định loài điển hình cho chi này, nhưng có lẽ thiên về B. connata do ông liệt kê nó đầu tiên, tiếp theo mới là mô tả chi tiết cho loài mới B. biloba của mình. Trong bản dự thảo viết tay của ông được lưu giữ tại Perth thì Gardner coi Blackallia là chi đơn loài chỉ bao gồm B. connata. Tuy nhiên, B. connata rõ ràng thuộc về Cryptandra trên cơ sở hình thái (Rye, 2007) và dữ liệu phân tử (Kellermann et al., 2005). Vì thế, B. biloba được chọn làm lectotype cho chi này. Blackallia connata bị loại khỏi chi và được chấp nhận với danh pháp Cryptandra connata.

### Từ nguyên
Blackallia được đặt tên theo bác sĩ kiêm nhà thực vật học Tây Úc là William E. Blackall (1876–1941).

## Lịch sử phân loại
Năm 1862 Ferdinand von Mueller mô tả khoa học đầu tiên loài với danh pháp Cryptandra nudiflora.
Năm 2007, Barbara Lynette Rye và Jürgen Kellermann xác định rằng các danh pháp B. biloba và C. nudiflora là cùng một loài và nó không thuộc về chi Cryptandra. Vì thế họ duy trì chi Blackallia của Gardner và tổ hợp cho loài duy nhất của nó danh pháp mới thành B. nudiflora.

## Phân bố
Loài đặc hữu khu vực tây nam Tây Úc.

## Mô tả
Cây bụi nhỏ thường xanh, thường có gai, sau trở thành nhẵn nhụi với các lông hình sao và đơn giản trên các lá non. Các lá kèm hợp sinh ở đáy giữa cuống lá và thân, bền. Các lá mọc xen kẽ-tụ lại thành chùm, có cuống, bạc màu, nguyên, gập đôi khi non, mép phẳng. Cụm hoa bao gồm một vài hoa trong các xim hoa co lại dày đặc với các lá bắc dạng xim. Hoa lưỡng tính, mẫu 5, màu trắng hoặc kem đến hồng nhạt khi còn non, cuống hoa dài. Chén hoa hình ống dài, thường hơi nở rộng ở đáy. Đài hoa thẳng đứng nhiều hay ít, bền ở quả. Cánh hoa thẳng đứng, dạng nắp, có vuốt ngắn, nhẵn bóng; vuốt không hợp sinh với đáy của chỉ nhị. Các nhị hoa được bao bọc trong và ngắn hơn hoặc gần bằng các cánh hoa, thẳng tới cong vào trong. Đĩa mật tạo thành một vòng hẹp, gợn sóng xung quanh đáy bầu nhụy, rời, nhẵn nhụi, trở thành vòng tròn ở quả. Bộ nhụy 3 lá noãn; bầu nhụy thượng hoặc chủ yếu là như vậy; vòi nhụy nguyên, nhẵn nhụi, bóng, đầu nhụy hơi chia 3 thùy. Quả là quả nang nẻ (quả phát triển từ nhiều lá noãn và chia tách thành nhiều ngăn vách chia quả, mỗi ngăn vách chứa một hạt), thượng hoặc chủ yếu là như vậy, hình trứng ngược; các tiểu quả dạng vảy cứng, chẻ dọc theo bề mặt bên trong của chúng và trên đỉnh để giải phóng hạt. Hạt có áo hạt; phần thân có màu đồng nhất phía trên phần đáy sẫm màu; áo hạt to khá lớn, trong mờ, 3 thùy.